# Spoorlijn Hagen-Eckesey - Hagen-Vorhalle
De spoorlijn Hagen-Eckesey - Hagen-Vorhalle is een Duitse spoorlijn en is als spoorlijn 2822 onder beheer van DB Netze.

## Geschiedenis
Het traject werd door de Preußische Staatseisenbahnen geopend op 1 juni 1913. In 1987 werd het tweede spoor van de spoorlijn Hagen-Eckesey - aansluiting Hohensyburg tussen Eckesey en de aansluiting Bechelte onderdeel van de lijn.

## Treindiensten
De lijn is alleen in gebruik voor goederenvervoer.

## Aansluitingen
In de volgende plaatsen is of was er een aansluiting op de volgende spoorlijnen:
Hagen-Eckesey
DB 26, spoorlijn tussen Hagen Hauptbahnhof en Hagen-Eckesey
DB 2423, spoorlijn tussen Düsseldorf-Derendorf en Dortmund Süd
DB 2802, spoorlijn tussen Hagen-Eckesey en Hagen Güterbahnhof
DB 2823, spoorlijn tussen Hagen-Eckesey en de aansluiting Hohensyburg
aansluiting Bechelte
DB 2423, spoorlijn tussen Düsseldorf-Derendorf en Dortmund Süd
Hagen-Vorhalle
DB 2400, spoorlijn tussen Düsseldorf en Hagen
DB 2801, spoorlijn tussen Hagen en Dortmund
DB 2803, spoorlijn tussen Hagen-Vorhalle en Hagen Güterbahnhof
DB 2824, spoorlijn tussen Hagen-Vorhalle W422 en W550
DB 2825, spoorlijn tussen Hagen-Vorhalle W421 en W513

## Elektrificatie
Het traject werd in 1964 geëlektrificeerd met een wisselspanning van 15.000 volt 16⅔ Hz.